# كرزة
كرزة (بالفارسية: كرزه) هي قرية في منطقة دهتل الريفية في الناحية المركزية لمقاطعة بستك التابعة لمحافظة هرمزغان في إيران. في تعداد عام 2006 كان عدد سكانها 58 نسمة في 9 أسر.

## السكان
يبلغ عدد سكان هذه القرية حسب تعداد السكان لعام 2006 للميلاد، (58) نسمة تشكل (9 عوائل)، وهم من أهل السنة والجماعة وعلى المذهب الشافعي.